# Ellie op Patrouille
Ellie op Patrouille is een Nederlands televisieprogramma dat uitgezonden werd door de AVROTROS op NPO 1. De presentatie van het programma was in handen van voormalig politievrouw Ellie Lust. Het eerste seizoen werd uitgezonden vanaf 27 februari 2018 en duurde tot 10 april dat jaar. Het tweede seizoen werd uitgezonden vanaf 14 april 2019 tot en met 26 mei 2019. Het derde en tevens laatste seizoen van het programma startte op 11 februari 2020. Rik van de Westelaken leende zijn stem als voice-over in het tweede en derde seizoen.
In de afleveringen bezocht Lust haar collega's in het buitenland en liep ze met hen mee om te laten zien hoe zij hun werk verrichtten. Zo bezoekt ze onder andere de politie-eenheden van Dubai, Canada, Jordanië, El Salvador en Georgië.